# 鳥居民
鳥居 民（とりい たみ、男性、1928年（昭和3年） - 2013年（平成25年）1月4日）は、日本の歴史作家・評論家。

## 略歴
東京に生まれ、横浜で育つ。本名・池田民。経歴不詳。
ライフワークである『昭和二十年』シリーズは、敗戦の年（1945年）一年間の社会の動きを重層的に描くドキュメントであり、2012年（平成24年）までに13巻が刊行されたが、未完に終わった。
2006年（平成18年）に、第12回「横浜文学賞」を受賞。2012年（平成24年）に、第3回いける本大賞を受賞(特別賞)。
2013年（平成25年）1月4日、心筋梗塞のため死去。84歳没。

## 著書
- 『毛沢東 五つの戦争――現代中国史論』（草思社、1970年、新版1999年 / 草思社文庫、2012年）
- 『周恩来と毛沢東』（草思社、1975年）
- 『横浜山手――日本にあった外国』（草思社、1977年）
- 『昭和二十年』（草思社、1985年 - 2012年 / 草思社文庫、2014年 - 2016年）
  - 「第1部1　（1月1日 - 2月10日）」（1985年）
  - 「第1部2　（2月13日 - 3月19日）」（1986年）
  - 「第1部3　（3月20日 - 4月4日）」（1987年）
  - 「第1部4　（4月5日 - 4月7日）」（1990年）
  - 「第1部5　（4月15日）」（1994年）
  - 「第1部6　（4月19日 - 5月1日）」（1996年）
  - 「第1部7　（5月10日 - 5月25日）」（2001年）
  - 「第1部8　（5月26日 - 5月30日）」（2001年）
  - 「第1部9　（5月31日 - 6月8日）」（2001年）
  - 「第1部10　（6月9日）」（2002年）
  - 「第1部11　（6月9日 - 13日）」（2003年）
  - 「第1部12　（6月14日）」（2008年）
  - 「第1部13　（7月1日‐7月2日）」（2012年）
- 『日米開戦の謎』（草思社、1991年 / 草思社文庫、2015年）
- 『横浜富貴楼お倉――明治の政治を動かした女』（草思社、1997年 / 草思社文庫、2016年）
- 『「反日」で生きのびる中国――江沢民の戦争』（草思社、2004年 / 草思社文庫、2013年）
- 『原爆を投下するまで日本を降伏させるな――トルーマンとバーンズの陰謀』（草思社、2005年 / 草思社文庫、2011年）
- 『近衛文麿「黙」して死す――すりかえられた戦争責任』（草思社、2007年 / 草思社文庫、2014年）
- 『山本五十六の乾坤一擲』（文藝春秋、2010年 / 草思社文庫、2019年）
- 『それでも戦争できない中国――中国共産党が恐れているもの』（草思社、2013年）
- 『鳥居民評論集　昭和史を読み解く』（草思社、2013年 / 草思社文庫、2016年）
- 『鳥居民評論集　現代中国を読み解く』（草思社、2014年）